# Ochodaeus stridulatus
Ochodaeus stridulatus es una especie de coleóptero de la familia Ochodaeidae.

## Distribución geográfica
Habita en la República Centroafricana.